# بال حشره

رگ‌بندی (Venation) بال‌های حشرات، بر اساس سیستم Comstock-Needham

بال‌های حشرات، زایده‌های رشدیافته بالغان از اسکلت بیرونی حشرات هستند که به حشرات توانایی پرواز می‌دهند. آنها در بخش دوم و سوم قفسه سینه (مزوتوراکس و متاتوراکس) یافت می‌شوند و اغلب به این دو جفت به ترتیب بال‌های جلو و عقب گفته می‌شود، اگرچه تعداد کمی از حشرات بدون بال‌های عقبی و حتی ابتدایی هستند. بال‌ها توسط تعدادی رگه‌های طولی تقویت می‌شوند که اغلب دارای اتصال‌های متقاطع هستند که «سلول‌های» بسته را در غشاء تشکیل می‌دهند (نمونه‌های شدید شامل سنجاقک‌ها و بال‌توری‌ها). الگوهای حاصل از همجوشی و اتصال متقاطع رگه‌های بال، اغلب برای دودمان‌های مختلف تکاملی تشخیصی هستند و می‌توانند برای شناسایی در سطح خانواده یا حتی سرده در بسیاری از راسته‌های حشرات به کار روند.

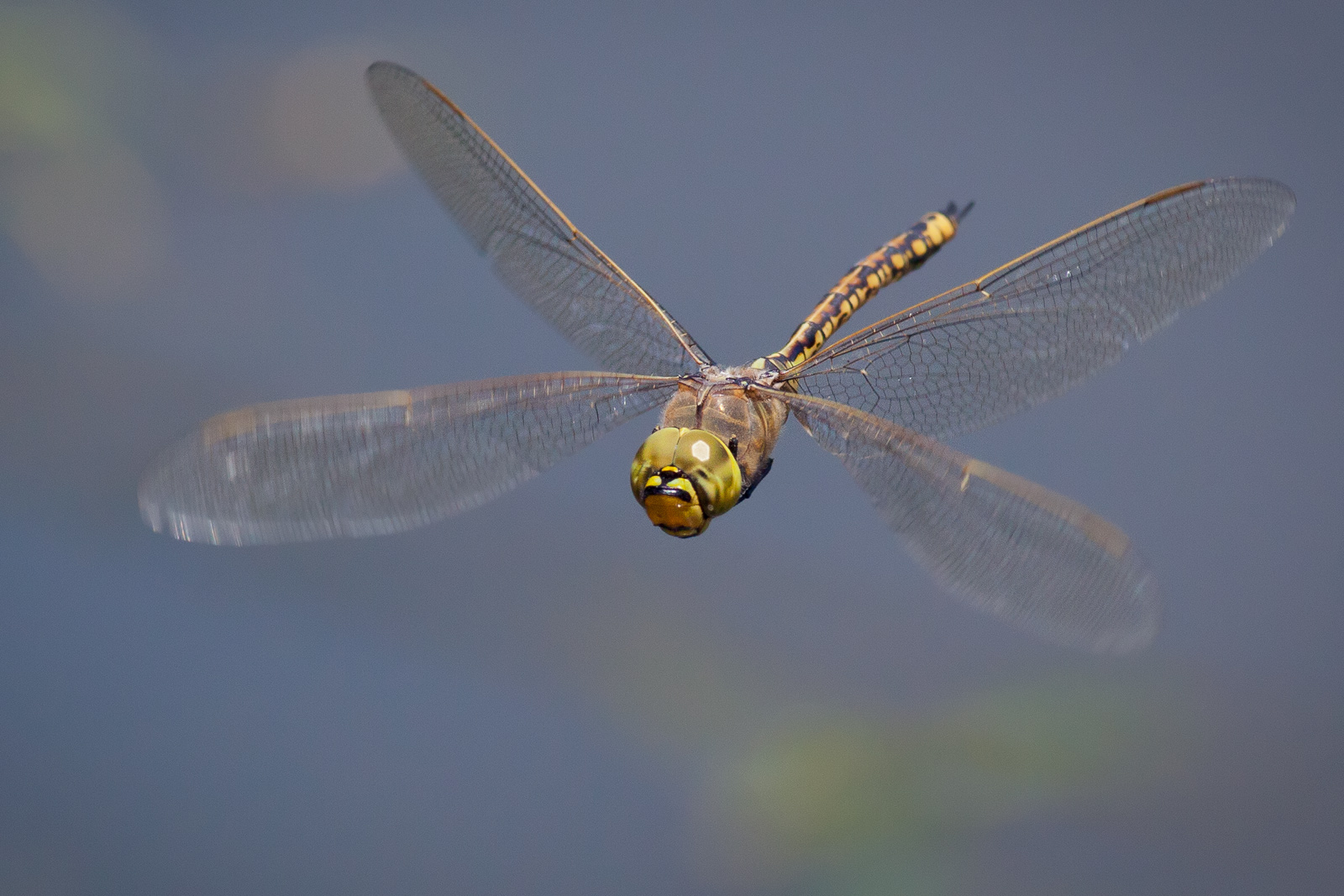
امپراتور استرالیایی در حال پرواز؛ از سازوکار پرواز مستقیم استفاده می‌کند.

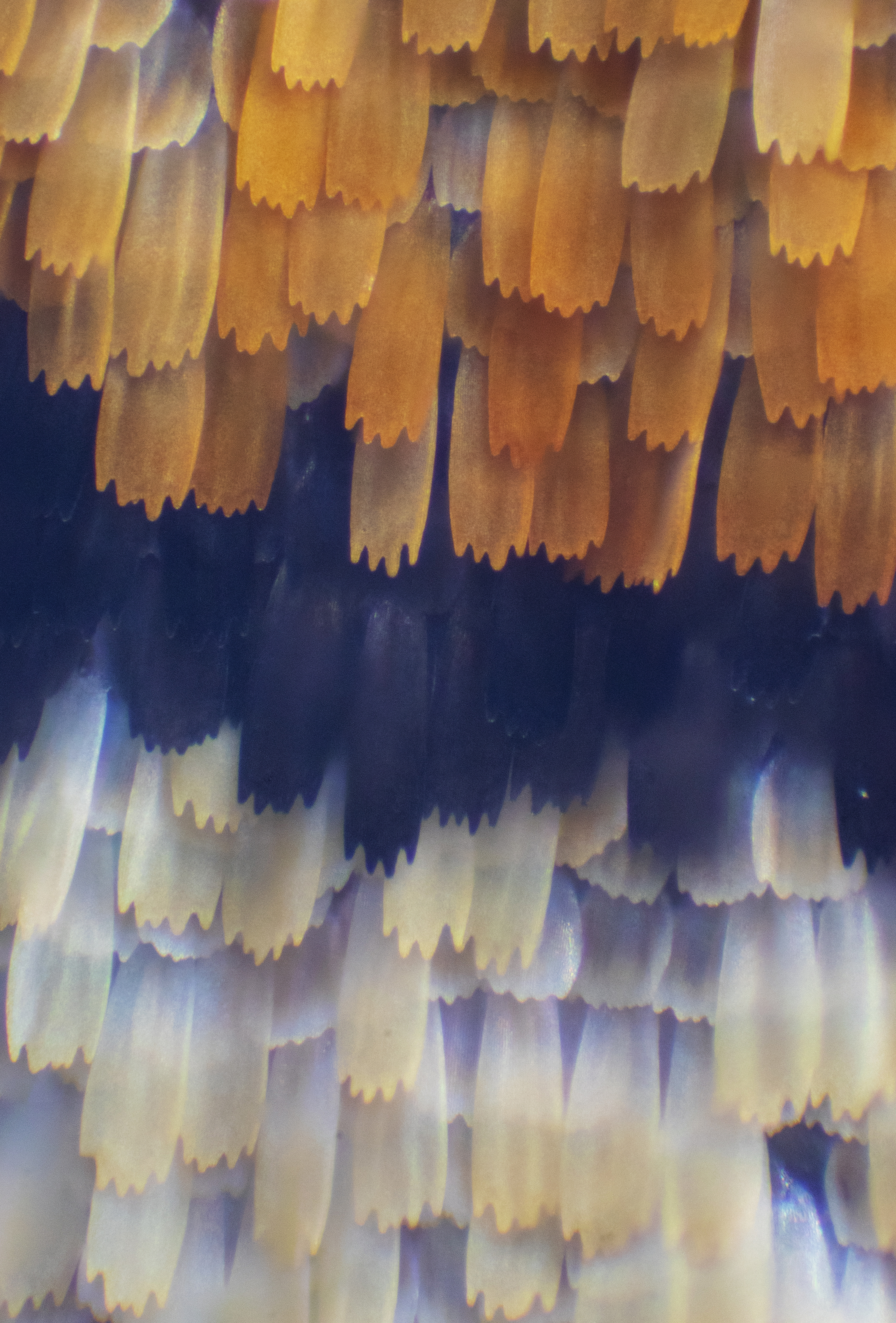
رنگ انتقالی پولک روی بال پروانه (بزرگنمایی ۳۰ برابر)